# Gestalgar (kommunhuvudort)
Gestalgar är en kommunhuvudort i Spanien.   Den ligger i provinsen Província de València och regionen Valencia, i den östra delen av landet, 260 km öster om huvudstaden Madrid. Gestalgar ligger 186 meter över havet och antalet invånare är 714.
Terrängen runt Gestalgar är huvudsakligen kuperad. Gestalgar ligger nere i en dal. Runt Gestalgar är det ganska glesbefolkat, med 45 invånare per kvadratkilometer. Närmaste större samhälle är Chiva, 17,8 km sydost om Gestalgar. 